# Ahvenjärvi (sjö i Finland, Lappland, lat 68,22, long 24,82)
Ahvenjärvi är en sjö i Finland. Den ligger i kommunen Kittilä i landskapet Lappland, i den norra delen av landet, 900 km norr om huvudstaden Helsingfors. Ahvenjärvi ligger 273,5 meter över havet. Arean är 24,9 hektar och strandlinjen är 2,55 kilometer lång. Sjön  ingår i Kemi älvs huvudavrinningsområde. 